# Mark Parkinson
Mark Parkinson (ur. 24 czerwca 1957 w Wichita) – amerykański polityk, działacz Partii Demokratycznej, a w przeszłości także Partii Republikańskiej. Od 28 kwietnia 2009 do 10 stycznia pełnił funkcję gubernatora stanu Kansas

## Życiorys
Z wykształcenia jest prawnikiem, studiował na Wichita State University i University of Kansas. W 1984 zaczął pracować jako adwokat, dwa lata później otworzył własną kancelarię. W 1996 uruchomił firmę prowadzącą prywatne domy opieki dla osób starszych. Równocześnie od 1990 rozwijał karierę polityczną, początkowo w barwach Partii Republikańskiej. Od 1990 do 1992 zasiadał w Izbie Reprezentantów Kansas, a następnie został wybrany do Senatu Kansas. W maju 2006 przeszedł do Partii Demokratycznej, aby móc kandydować na zastępcę gubernatora u boku ubiegającej się o reelekcję Kathleen Sebelius. Po wygranych wyborach w dniu 4 stycznia 2007 przejął obowiązki wicegubernatora.
28 kwietnia 2009 gubernator Sebelius zrzekła się urzędu, aby móc objąć stanowisko federalnej sekretarz zdrowia w gabinecie prezydenta Baracka Obamy. Z mocy prawa Parkinson automatycznie został gubernatorem na czas pozostały do końca kadencji. Zrezygnował z ubiegania się o pełną kadencję w przeprowadzonych 2 listopada 2010 wyborach gubernatorskich. Demokratów reprezentował senator stanowy Tom Holland, a jego republikańskim przeciwnikiem był senator federalny Sam Brownback. Ostatecznie na nowego gubernatora wybrany został Brownback. 
Parkinson ogłosił już, że po odejściu z urzędu w styczniu 2011 wróci do biznesu i stanie na czele organizacji branżowej grupującej amerykańskie firmy prowadzące ośrodki dla osób starszych i niepełnosprawnych. 10 stycznia 2011 przestał być gubernatorem Kansas.